# Меджидов Магомед Меджидович
Магомед Меджидович Меджидов (19 липня 1910, село Урахі Даргінського округу Дагестанської області, тепер Сергокалинського району, Дагестан, Російська Федерація — 4 жовтня 1991, місто Махачкала, Дагестан, Російська Федерація) — радянський державний діяч, голова Ради міністрів Дагестанської АРСР, міністр освіти Дагестанської АРСР. Депутат Верховної ради СРСР 2-4-го скликань. Доктор фізико-математичних наук.

## Життєпис
Народився в селянській родині. Мати померла рано, коли хлопчику минуло десять років. До 1925 року виховувався в Буйнацькому дитячому будинку. У 1927 році закінчив Урахінську школу першого ступеня, а потім перевівся в перший Дагестанський педагогічний технікум міста Буйнакська, який закінчив у 1929 році.
З 1929 по 1930 рік — студент фізико-математичного факультету Північно-Кавказького (Горського) педагогічного інституту в місті Владикавказі. Через хворобу змушений був перервати навчання.
У жовтні 1930 — вересні 1935 року — вчитель, завідувач навчальної частини Сергокалинського (Даргінського) педагогічного технікуму Дагестанської АРСР.
У 1935-1938 роках — студент Північно-Кавказького (Горського) педагогічного інституту в місті Владикавказі. У 1938 році закінчив фізичний факультет Північно-Кавказького державного педагогічного інституту.
У 1938-1941 роках — завідувач навчальної частини, директор Буйнацького педагогічного училища Дагестанської АРСР.
Член ВКП(б) з 1939 року.
У серпні 1941 — лютому 1942 року — завідувач відділу пропаганди та агітації Буйнацького міського комітету ВКП(б) Дагестанської АРСР.
У лютому 1942—1943 роках — завідувач сектору інформації організаційного відділу Дагестанського обласного комітету ВКП(б).
У 1942 — лютому 1943 року — 1-й секретар Акушинського районного комітету ВКП(б) Дагестанської АРСР.
У лютому 1943 — вересні 1944 року — заступник голови Ради народних комісарів Дагестанської АРСР. Одночасно, в січні 1944—1945 роках — голова Державної комісії Дагестанської АРСР із соціального забезпечення військовослужбовців та працевлаштування учасників та інвалідів Великої вітчизняної війни.
У вересні 1944—1945 роках навчався у Вищій партійній школі при ЦК ВКП(б).
У 1945—1949 роках — народний комісар (з 1946 року — міністр) освіти Дагестанської АРСР.
У грудні 1948 — жовтні 1951 року — секретар Дагестанського обласного комітету ВКП(б).
Одночасно, в 1948—1951 роках — голова Верховної ради Дагестанської АРСР.
У жовтні 1951 — 29 грудня 1956 року — голова Ради міністрів Дагестанської АРСР.
З грудня 1956 по грудень 1958 року — слухач річних курсів секретарів обкомів, крайкомів КПРС, голів рад міністрів автономних республік при ЦК КПРС.
У січні 1958 — січні 1960 року — міністр освіти Дагестанської АРСР.
З 1960 року — на педагогічній роботі. Потім — персональний пенсіонер.
Помер 4 жовтня 1991 року в місті Махачкалі. Похований у рідному селі Урахі.

## Нагороди і звання
- орден Леніна
- орден Жовтневої Революції
- три ордени Трудового Червоного Прапора
- три ордени «Знак Пошани»
- медаль «За оборону Кавказу»
- медаль «За перемогу над Німеччиною у Великій Вітчизняній війні 1941—1945 рр.»
- медаль «За доблесну працю у Великій Вітчизняній війні 1941—1945 рр.»
- медаль «За трудову доблесть»
- медаль «За трудову відзнаку»
- медаль «Ветеран праці»
- медалі
- Заслужений вчитель школи РРФСР
- Заслужений вчитель школи Дагестанської АРСР (22.11.1940)
- Заслужений вчитель школи Кабардино-Балкарської АРСР
- Відмінник народної освіти РРФСР